# AbulÉdu
AbulÉdu es una distribución Linux francesa destinada al uso en escuelas y a las asociaciones. 
Originalmente basada en Mandrake Linux (actual Mandriva), luego continuó su desarrollo basándose en Debian y Knoppix, y actualmente en Ubuntu 6.06 LTS. Incluye al Linux Terminal Server Project y un amplio número de aplicaciones educacionales.

## Características
- Se instala en un servidor o un ordenador destinado a hacerse servidor. Este último sirve solo para esta única función. De este modo, el sistema ha sido pensado, especialmente para permitir el uso de cualquier tipo de cliente de correo (terminal gráfico con LTSP, GNU/LinuxLinux, MacOS y Windows).
- Creada por iniciativa de Juan Peyratout, maestro de escuela. El desarrollador principal es Éric Seigne. El proyecto se inició en 1998. Es soportado por la asociación Scideralle y la sociedad Ryxéo.
- Facilita la implantación y uso de una red informática en un establecimiento escolar, y concebida por ser utilizada a diario por profesores. Integra todos los instrumentos de base, preconfiguración de una red en una escuela: sitio de intranet, navegador, correo electrónico, procesador de texto y de imágenes, y para la publicación instantánea en la intranet.

## Versiones de AbulÉdu

### AbulÉdu Pro (versión profesional)[1]
- Soporta por la asociación Scideralle Archivado el 25 de septiembre de 2007 en Wayback Machine.. La última versión data de noviembre de 2005, y se llama AbulÉdu PLM 5.11 (PLM significa: Para Los Militantes)[2]

### AbulÉdu PLM (versión asociativa)[3]
- Su código fuente no está disponibles en internet, sino que únicamente en los servidores vendidos, precargados con la distribución. La última versión se llama AbulÉdu Pro 1.6.2 "Niamey" y está basada en Ubuntu 6.06 LTS.

## Proyectos deAbulÉdu
- La madriguera de AbulÉdu[4]
- La distribution AbulÉdu[5]
- El cliente de CD AbulÉdu[6]

### Otrasdistribucionespara la educación
- Majilux - basado en Knoppix
- Edubuntu - basado en Ubuntu, sistema de servidor con LTSP
- Skolelinux - basado en Debian, sistema de servidor con LTSP
- EduLinux - basado en Mandriva
- Freeduc-cd - basado en Knoppix
- EduKnoppix - basado en Knoppix
- EdulibreOs - basado en Ubuntu, sistema de servidor con LTSP